# Пююккё, Пекка
Вели Пе́кка Пю́юккё (фин. Veli Pekka Pyykkö; род. 12 октября 1941, Хиннерйоки, Финляндия) — финский учёный, профессор Хельсинкского университета. В период с 2009 по 2012 гг. был председателем Международной академии молекулярной квантовой физики. Получил известность за расширение периодической таблицы элементов, которое получило название «модель Пююккё». Награждён премией Гумбольдта.

## Модель Пююккё
Пекка Пююккё прогнозирует, что электронные оболочки будут заполняться в следующем порядке:
- 8s,
- 5g,
- первые два места в 8p,
- 6f,
- 7d,
- 9s,
- первые два места в 9p,
- оставшиеся места в 8p.[5]

Он также предполагает, что период 8 должен быть разделён на три части:
- 8a, включающий 8s,
- 8b, содержащий первые два элемента из 8p,
- 8c, содержащий 7d и остаток 8p.